# Scholae palatinae

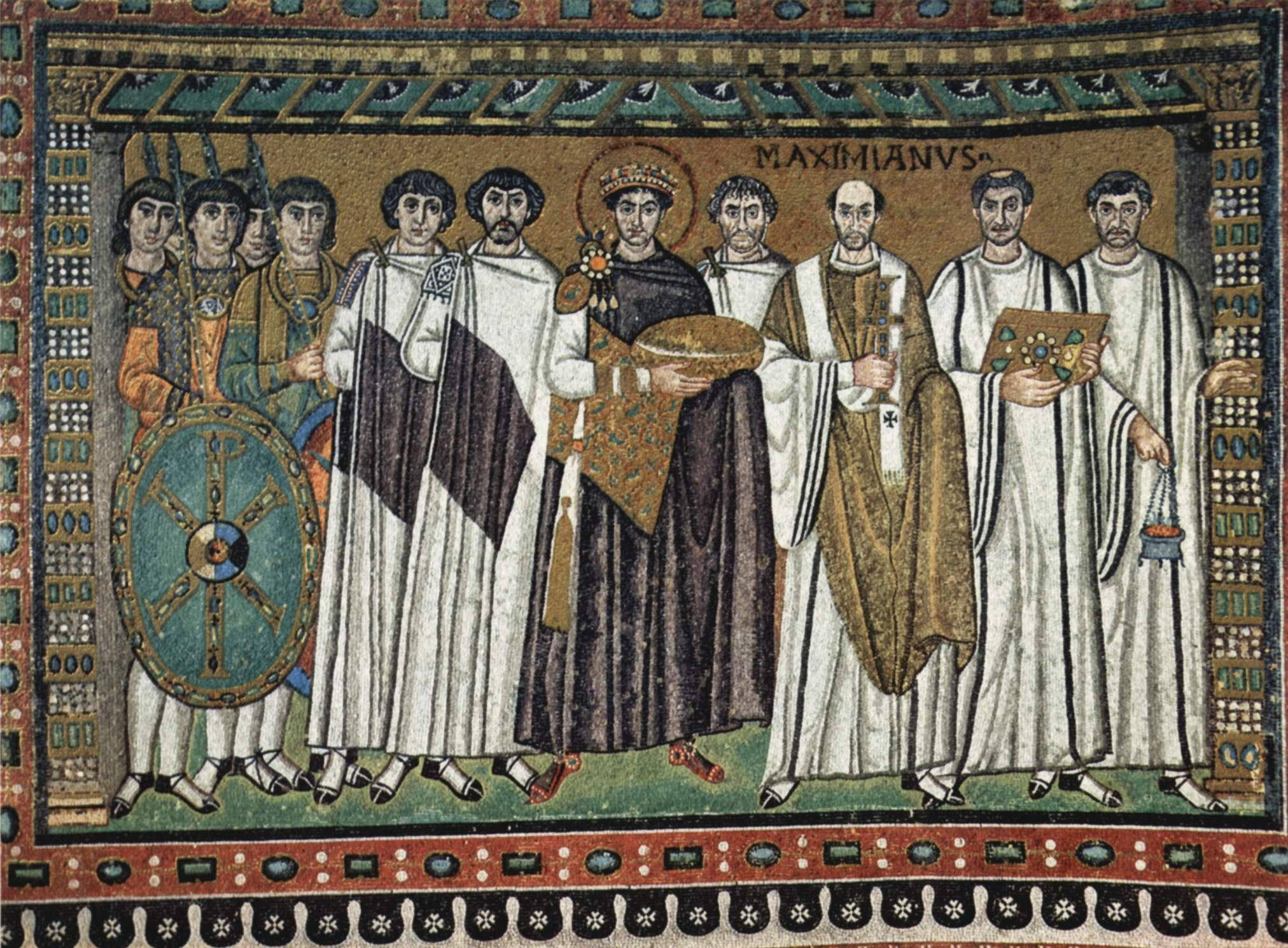
Keizer Justinianus I en zijn hof in de basiliek van San Vitale in Ravenna. De soldaten aan de linkerkant, met de gouden nektorques, typisch voor Byzantijnse lijfwachten, zijn scholares.

De Scholae Palatinae (letterlijk "Palatijnse scholen") (Oudgrieks Σχολαί, Latijn Scholai) waren een elite militaire eenheid die functioneerde als keizerlijke lijfwacht. Het ontstaan van de Scholae wordt meestal toegeschreven aan de Romeinse keizer Constantijn de Grote als een vervanging voor de equites Singulares Augusti, de cavalerietak van de pretoriaanse garde. De Scholae overleefden in Romeinse en later Byzantijnse dienst tot zij in de late 11e eeuw, tijdens het bewind van Alexios I Komnenos, verdwenen.

## De "Schola" onder de Franken
Deze Romeinse traditie werd ook ingevoerd onder de Franken tijdens het bewind van Karel 'de grote', zijn elite garde noemde hij "Schola" (en "Scholares" voor individuen), gebaseerd op de "Scholae Palatinae". De traditie bleef van kracht in de Karolingse periode, maar daarna viel het uit gebruik en verdween de term uit de Frankische militaire terminologie.